# Caserne Bissuel
Pour les articles homonymes, voir Bissuel.
La caserne Bissuel est une ancienne caserne de 3 817 m2 construite en 1839 par Jean-Prosper Bissuel. Elle est détruite en 2002 afin de créer un site de l'université catholique de Lyon en 2005.

## Historique
Créée en 1839, elle héberge jusqu'en 1945 la bibliothèque militaire de Lyon, qui sera transférée au quartier Général-Frère en 1967. 
Dans les années 1970/1980 la caserne a été le siège de l'état major de la 5° région militaire. 
Détruite en 2002, un site de l'université catholique de Lyon s'y implante,. Seule la façade d'époque subsiste.